# Grevillea (publikacja)
Grevillea – międzynarodowe czasopismo naukowe wydawane przez Williams and Norgate w języku angielskim. Czasopismo wychodziło w latach 1872–1894 i obejmuje voluminy 1 (1) – 22 (104).  Tematyka publikowanych w nim artykułów obejmowała rośliny kryptogamiczne: glony, grzyby, porosty, mszaki, widłakowe. Jest dostępne w internecie w postaci zdigitalizowanej. 
Pierwszym naczelnym redaktorem czasopisma był Mordecai Cubitt Cooke, a potem George Edward Massee.  